# Liste der Kategorie-A-Bauwerke in Inverclyde

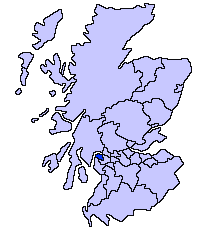
Lage von Inverclyde in Schottland

Die Liste der Kategorie-A-Gebäude in Inverclyde umfasst sämtliche in der Kategorie A eingetragenen Baudenkmäler in der schottischen Council Area Inverclyde. Die Einstufung wird anhand der Kriterien von Historic Scotland vorgenommen, wobei in die höchste Kategorie A Bauwerke von nationaler oder internationaler Bedeutung einsortiert sind. In Inverclyde sind derzeit 24 Gebäude in der Kategorie A gelistet.
| Name                                 | Lage                                         | Typ                | Eintrag | Bild                                 |
| ------------------------------------ | -------------------------------------------- | ------------------ | ------- | ------------------------------------ |
| St Columba’s Church                  | Kilmacolm 55° 53′ 34,1″ N, 4° 37′ 38,9″ W    | Kirche             | 12448   | St Columba’s Church                  |
| Windyhill                            | Kilmacolm 55° 53′ 24,5″ N, 4° 37′ 13,6″ W    | Villa              | 12450   | Windyhill                            |
| Duchal House                         | nahe Kilmacolm 55° 52′ 37″ N, 4° 38′ 0,9″ W  | Herrenhaus         | 12463   |                                      |
| Wemyss Bay Railway Station           | Wemyss Bay 55° 52′ 34,3″ N, 4° 53′ 21,5″ W   | Bahnhof            | 12473   | Wemyss Bay Railway Station           |
| Ardgowan House                       | Inverkip 55° 55′ 0,8″ N, 4° 52′ 11,4″ W      | Herrenhaus         | 12480   | Ardgowan House                       |
| Finlaystone House                    | nahe Port Glasgow 55° 55′ 43″ N, 4° 37′ 9″ W | Herrenhaus         | 13641   | Finlaystone House                    |
| Tontine Hotel                        | Greenock 55° 57′ 9,3″ N, 4° 46′ 4,5″ W       | Hotel              | 34078   | Tontine Hotel                        |
| Wellpark Mid Kirk                    | Greenock 55° 56′ 49,7″ N, 4° 45′ 23,2″ W     | Kirche             | 34096   | Wellpark Mid Kirk                    |
| Zollamt von Greenock                 | Greenock 55° 56′ 52,9″ N, 4° 45′ 3,7″ W      | Behörde            | 34100   | Zollamt von Greenock                 |
| Municipal Buildings von Greenock     | Greenock 55° 56′ 53″ N, 4° 45′ 22,2″ W       | Behörde            | 34122   | Municipal Buildings von Greenock     |
| Westburn Church                      | Greenock 55° 56′ 56″ N, 4° 45′ 59,7″ W       | Kirche             | 34134   | Westburn Church                      |
| Sir Gabriel Wood’s Mariners’ Home    | Greenock 55° 57′ 33″ N, 4° 47′ 14,2″ W       | Wohngebäude        | 34136   | Sir Gabriel Wood’s Mariners’ Home    |
| Finnart St Paul’s Church             | Greenock 55° 57′ 30,8″ N, 4° 46′ 53,2″ W     | Kirche             | 34139   | Finnart St Paul’s Church             |
| McLean Museum                        | Greenock 55° 57′ 2,9″ N, 4° 45′ 57,9″ W      | Museum, Bibliothek | 34148   | McLean Museum                        |
| Brunnen im Well Park                 | Greenock 55° 56′ 45,6″ N, 4° 45′ 16″ W       | Brunnen            | 34166   | Brunnen im Well Park                 |
| Zuckerlager von Greenock             | Greenock 55° 56′ 33,3″ N, 4° 43′ 34,5″ W     | Lagerhaus          | 34172   | Zuckerlager von Greenock             |
| St Patrick’s Church                  | Greenock 55° 56′ 47,6″ N, 4° 46′ 11,6″ W     | Kirche             | 34173   | St Patrick’s Church                  |
| Greenock Titan Crane                 | Greenock 55° 56′ 37,6″ N, 4° 43′ 49,3″ W     | Kran               | 34175   | Greenock Titan Crane                 |
| St Laurence’s Church                 | Greenock 55° 56′ 23,7″ N, 4° 44′ 46″ W       | Kirche             | 34184   | St Laurence’s Church                 |
| Gourock Ropeworks                    | Port Glasgow 55° 56′ 0,5″ N, 4° 40′ 54,3″ W  | Industriebauwerk   | 40067   | Gourock Ropeworks                    |
| Municipal Buildings von Port Glasgow | Port Glasgow 55° 56′ 5,1″ N, 4° 41′ 14,7″ W  | Behörde            | 40071   | Municipal Buildings von Port Glasgow |
| Broadfield Hospital                  | Port Glasgow 55° 55′ 42,2″ N, 4° 38′ 35,6″ W | Krankenhaus        | 40078   | Broadfield Hospital                  |
| Holy Family Roman Catholic Church    | Port Glasgow 55° 55′ 43″ N, 4° 39′ 30,1″ W   | Kirche             | 40088   | Holy Family Roman Catholic Church    |
| Scott’s Dry Dock                     | Greenock 55° 56′ 40,2″ N, 4° 44′ 39,5″ W     | Hafenanlage        | 50131   | Scott’s Dry Dock                     |